# Natriummolybdaat
Natriummolybdaat (Na2MoO4) is het natriumzout van molybdaat. De stof komt voor als een wit poeder, dat goed oplosbaar is in water. Dit zout is een belangrijke bron van molybdeen. Het komt vaak voor als dihydraat: Na2MoO4 · 2 H2O.

## Synthese
Natriummolybdaat wordt bereid door reactie van molybdeen(VI)oxide met natriumhydroxide in water bij een temperatuur van 50-70°C:
{\displaystyle \mathrm {MoO_{3}\ +\ 2\ NaOH\ \longrightarrow \ Na_{2}MoO_{4}\cdot 2\ H_{2}O} }
Uit de ontstane natriummolybdaathoudende oplossing wordt door verdampingskristallisatie het dihydraat verkregen. Het anhydraat wordt verkregen door het dihydraat te verwarmen tot 100°C waarbij het kristalwater ontwijkt.

## Toepassingen
Natriummolybdaat wordt gebruikt als kunstmest (naar schatting 450 ton per jaar wereldwijd). Specifiek wordt het gebruikt om plantbeschadigingen als gevolg van een molybdeentekort (klemhart) bij bloemkool en broccoli te voorkomen. Toch moet er steeds op gelet worden dat de drempel van 0,3 ppm niet wordt overschreden, aangezien dit een kopertekort in het lichaam van dieren, en in het bijzonder dat van runderen en andere herkauwers, kan veroorzaken.
In de industrie wordt natriummolybdaat gebruikt om corrosie tegen te gaan, aangezien het een niet-oxiderende anodische inhibitor is.

## Toxicologie en veiligheid
De stof ontleedt bij verhitting onder vorming van giftige dampen, waaronder dampen van natriumoxide. Natriummolybdaat reageert hevig met interhalogenen (zoals broompentafluoride en chloortrifluoride), waardoor brand- en ontploffingsgevaar ontstaat. De stof explodeert bij contact met gesmolten magnesium.
De stof is irriterend voor de ogen en de luchtwegen. De stof kan bij langdurige blootstelling kanker veroorzaken.